# تيت سفلي
تيت سفلي هي قرية في مقاطعة سردشت، إيران. يقدر عدد سكانها بـ 30 نسمة بحسب إحصاء 2016.